# Opravdová bolest
Opravdová bolest je americko-polský komediálně-dramatický film z roku 2024, který napsal a režíroval Jesse Eisenberg. Film je mezinárodní koprodukcí mezi Polskem a Spojenými státy a v hlavních rolích se představují Eisenberg a Kieran Culkin jako nesourodí bratranci, kteří se znovu setkají při židovské památkové cestě po Polsku na počest své zesnulé babičky. Ve vedlejších rolích se objevují Will Sharpe, Jennifer Grey, Kurt Egyiawan, Liza Sadovy a Daniel Oreskes.
Natáčení probíhalo převážně v Polsku od května do června 2023. Film měl premiéru na Sundance Film Festivalu v roce 2024, kde získal Cenu Walda Salta za scénář. Do kin byl uveden ve Spojených státech 1. listopadu 2024, v Polsku 8. listopadu a v České republice až 20. února 2025.
Opravdová bolest získala několik ocenění, včetně dvou nominací na 97. ročníku udílení Oscarů a 78. cen Britské akademie filmového a televizního umění, a čtyř nominací na 82. ročníku Zlatých glóbů. Culkin získal cenu za nejlepší mužský herecký výkon ve vedlejší roli na každém z těchto ceremoniálů, zatímco Eisenberg obdržel cenu BAFTA za nejlepší původní scénář. Film byl zařazen mezi deset nejlepších filmů roku 2024 podle Amerického filmového institutu a National Board of Review.

## Děj
Na Mezinárodní letiště Johna F. Kennedyho dorazí Benji Kaplan, aby počkal na svého kdysi blízkého bratrance Davida, se kterým mají společně odletět do Evropy. S využitím finančních prostředků, které jim zanechala jejich zesnulá babička, plánují Kaplanovi podniknout židovskou poznávací cestu po Polsku s cílem navštívit dům, ve kterém babička vyrůstala, a navázat spojení se svou rodinnou historií. Jejich protikladné povahy však vyvolávají četné hádky: Benji je svobodomyslný a upřímný tulák, který kritizuje Davida za to, že ztratil svou dřívější vášeň a spontánnost, zatímco David je pragmatický a rezervovaný rodinný typ, jenž má problém vyrovnat se s Benjiho neřízenými výbuchy a životem bez jasného směru.
Po příletu do Varšavy se David a Benji setkávají s členy své turistické skupiny: Markem a Diane, seniorským manželským párem z Shaker Heights v Ohiu; Marcií, čerstvě rozvedenou ženou z Kalifornie; a Elogem, přeživším rwandské genocidy, který konvertoval k judaismu. Průvodcem je James, umírněný a znalý nežidovský průvodce z Yorkshiru.
První den zájezdu zahrnuje návštěvu Pomníku hrdinů ghetta, Grzybovského náměstí a Pomníku Varšavského povstání, u kterého Benji zapojí celou skupinu do improvizované rekonstrukce Varšavského povstání. Zatímco ostatní se nadšeně účastní, David se s rozpaky drží stranou a pořizuje snímky pomocí mobilních telefonů ostatních členů skupiny.
Skupina druhý den cestuje vlakem do Lublinu. Ve vlaku Benjiho znepokojí nesoulad mezi cestováním první třídou a holocaustovou turistikou po bývalém nacistickém Německem okupovaném Polsku. Po tomto neřízeném výbuchu David usne a Benji ho nevzbudí, což způsobí, že oba zmeškají svou zastávku. Když se nakonec dostanou zpět ke skupině, James provede skupinu městem a ukáže jim kulturní památky, jako je Brána Grodzka – Divadlo NN a Starý židovský hřbitov v Lublinu, kde Benji kritizuje Jamesovu nedostatečnou autentičnost a zpochybňuje jeho důraz na fakta a statistiky. Večer při společné večeři Benji dál vyrušuje a pronáší nepříjemné poznámky. Když odejde od stolu, David se skupině svěří s komplikovanou povahou jejich vztahu a odhalí, že se s Benjim odcizili poté, co se Benji před šesti měsíci pokusil o sebevraždu předávkováním se prášky na spaní.
Následující den navštíví David a Benji koncentrační tábor Majdanek, jedná se i o jejich poslední den se zbytkem skupiny. Prohlédnou si plynovou komoru, kremační pece a obrovskou hromadu bot obětí. Hloubka toho, co právě viděli, skupinu silně zasáhne — cestou zpět do Lublinu panuje ve voze ticho, Benji sedí vedle Davida a tiše pláče. Po návratu do hotelu se členové skupiny navzájem loučí. James řekne Benjimu, že je prvním člověkem na jeho zájezdech, kdo mu poskytl upřímnou zpětnou vazbu, a poděkuje mu za to, že mu změnil pohled — i když se zdá, že si Benji na svůj výbuch nevzpomíná.
Během své poslední noci v Polsku se Kaplanovi spolu večer na střeše hotelu podělí o jointa. Benji konfrontuje Davida ohledně jeho změněné osobnosti a ptá se, proč za ním nikdy nejezdí. David nejprve odpoví, že má moc práce se svou ženou a synem, ale nakonec přizná, že po Benjiho pokusu o sebevraždu nedokáže snést pomyšlení, že by někdo s Benjiho talentem, šarmem a vášní pro život mohl spáchat sebevraždu.

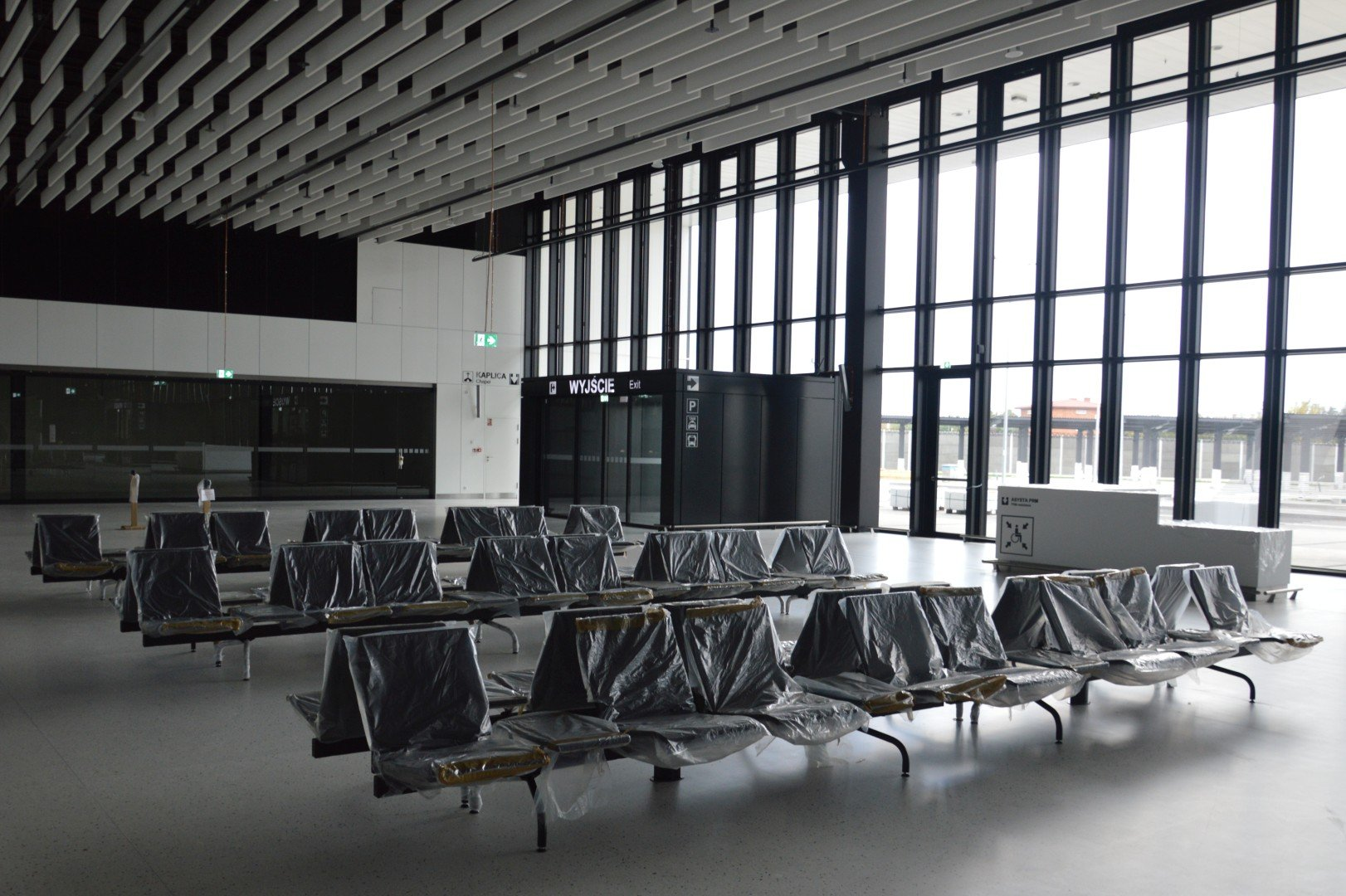
Scény z letiště JFK se ve skutečnosti natáčeli na polském letišti Warszawa-Radom.

Ráno se bratranci vydají do Krasnystawu, do domu, kde jejich babička kdysi žila. Benji si vzpomíná na okamžik, kdy mu dala facku poté, co přišel pozdě a opilý na večeři — ten moment mu prý přinesl pocit jasnosti a pokory. Lituje, že to byla jediná osoba, která ho dokázala udržet na uzdě. David navrhne, že na dům položí pamětní kamínky, ale soused je požádá, aby je odstranili, protože představují nebezpečí zakopnutí.
Oba se vrátí letadlem do New Yorku a rozloučí se. David pozve Benjiho na večeři k sobě domů a nabídne mu odvoz, ale Benji odmítne, což Davida přiměje, aby mu vrazil facku. Okamžitě se usmíří a vyjádří si vzájemnou náklonnost. David se vrací domů ke své ženě a synovi a na práh pokládá pamětní kamínek, zatímco Benji se vrací na své místo na letišti a sleduje okolní cestující se slzami v očích.

## Obsazení

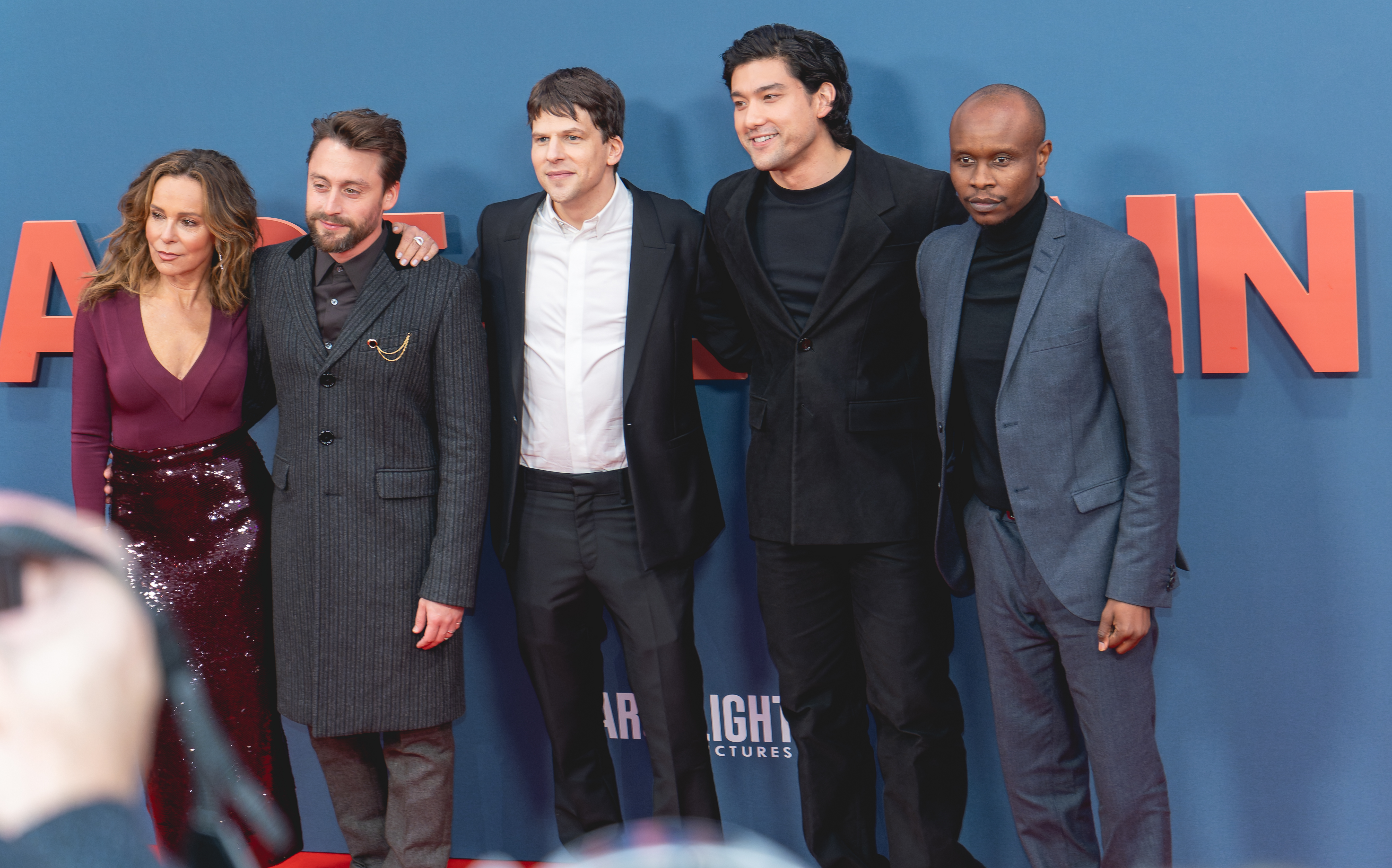
Zleva doprava: Jennifer Grey, Kieran Culkin, Jesse Eisenberg, Will Sharpe a Kurt Egyiawan

| Jesse Eisenberg | David Kaplan – Benjiho neurotický bratranec žijící v New Yorku                 |
| Kieran Culkin   | Benjamin "Benji" Kaplan – Davidův svobodomyslný bratranec žijící v Binghamtonu |
| Will Sharpe     | James – průvodce z Anglie                                                      |
| Jennifer Grey   | Marcia – čerstvě rozvedená žena z Kalifornie                                   |
| Kurt Egyiawan   | Eloge – přeživší rwandské genocidy a konvertita k judaismu                     |
| Liza Sadovy     | Diane – Markova manželka z Ohia                                                |
| Daniel Oreskes  | Mark – Dianin manžel                                                           |
| Ellora Torchia  | jako Priya – Davidova manželka                                                 |

## Produkce

### Obsazení
V srpnu 2022 bylo oznámeno, že Jesse Eisenberg napíše, zrežíruje a ztvární hlavní roli ve filmu Opravdová bolest po boku Kierana Culkina. Emma Stone, Dave McCary a Ali Herting se ujali produkce pod hlavičkou společnosti Fruit Tree.
Eisenberg původně chtěl hrát Benjiho sám, protože s postavou sdílí určité rysy, ale producenti mu doporučili, aby tak nečinil. Eisenberg tedy nabídl roli Benjiho Ericu André, který ji ale odmítl poté, co si přečetl scénář a pomyslel si: „jet na šest týdnů do Polska a natáčet film, kde jen blábolíme o holokaustu, to zní jako dost depresivní záležitost.“ Eisenberg před tvorbou filmu Culkinovu práci neznal, ale rozhodl se ho oslovit na základě jeho osobnosti a doporučení své sestry. Původně Culkinovi neposlal prvních deset stran scénáře, protože se domníval, že roli by měl ztvárnit židovský herec; Culkin byl totiž vychován v katolické víře. V rozhovoru pro Vulture přiznal, že měl „17 000 myšlenek“ o tom, zda je vhodné obsadit nežidovského herce do role židovské postavy, a uzavřel to slovy: „Culkin mi dal úžasný dar, když mi pomohl vyprávět tento příběh, který je pro mou rodinu velmi osobní.“
Culkin byl naopak váhavý ohledně toho, zda se má hned po dokončení Boje o moc pustit do dalšího „intenzivního“ projektu. Pokusil se z role odstoupit dva týdny před začátkem natáčení, jako hlavní důvod uvedl potřebu nebýt dlouho pryč od rodiny, ale Eisenbergův „nádherný“ scénář a film Až skončíš se zachraňováním světa ho natolik oslovily, že si ho nakonec nedokázal představit odmítnout.
Producentka Emma Stone ho taktéž pomohla přesvědčit tím, že mu vysvětlila, že by jeho odchod v podstatě rozložil celou produkci.

### Scénář
V listopadu 2017 napsal Jesse Eisenberg povídku s názvem Mongolia pro židovský online magazín Tablet. Příběh se zaměřuje na dva vysokoškolské přátele—jednoho uzemněného a druhého impulzivního—kteří cestují do Východní Asie za „životním zážitkem“, jen aby nakonec skončili v jurtě v ekoturistickém centru. Obě hlavní postavy vycházejí ze dvou her, které Eisenberg napsal a ve kterých také hrál: The Revisionist (2013) a The Spoils (2015).
Eisenbergovi se líbila dynamika ve stylu Podivného páru (1970, televizní seriál), která byla představena v Mongolii, a chtěl ji zfilmovat, ale měl potíže scénář dokončit. Když už byl připraven projekt zcela opustit, objevil se mu na obrazovce reklamní banner na prohlídku koncentračního tábora Auschwitz s obědem zdarma. Tento obrázek Eisenberga zároveň otřásl i pobavil, protože podle jeho slov „vystihuje vše, co si myslím o tom, jaké to je být přeživší třetí generace: Neexistuje žádný správný způsob, jak to prožít. Neexistuje dokonalý způsob, jak uctít a připomenout si historii, protože cokoli uděláte, bude vždy ve stínu moderního privilegia.“
Eisenberg pochází ze sekulárně židovského prostředí a má polské kořeny. Po dobu dvaceti let zápasil s otázkou, jak může sladit své „moderní každodenní výzvy“ s aškenázským dědictvím a historickým traumatem svých předků – obětí a přeživších holokaustu. Když v roce 2022 začal psát Opravdovou bolest, původně jako myšlenkový experiment, rozhodl se zasadit dva moderní, nesourodé bratrance, kteří se potýkají s „různými stupni bolesti“, jako je úzkost a deprese, do kulis hrůz druhé světové války. Toto prostředí mu umožnilo tato témata prozkoumat „vizuálně výmluvným“ způsobem a „nepřímo“ klást otázky způsobem, který nepůsobil poučujícím dojmem.

### Natáčení

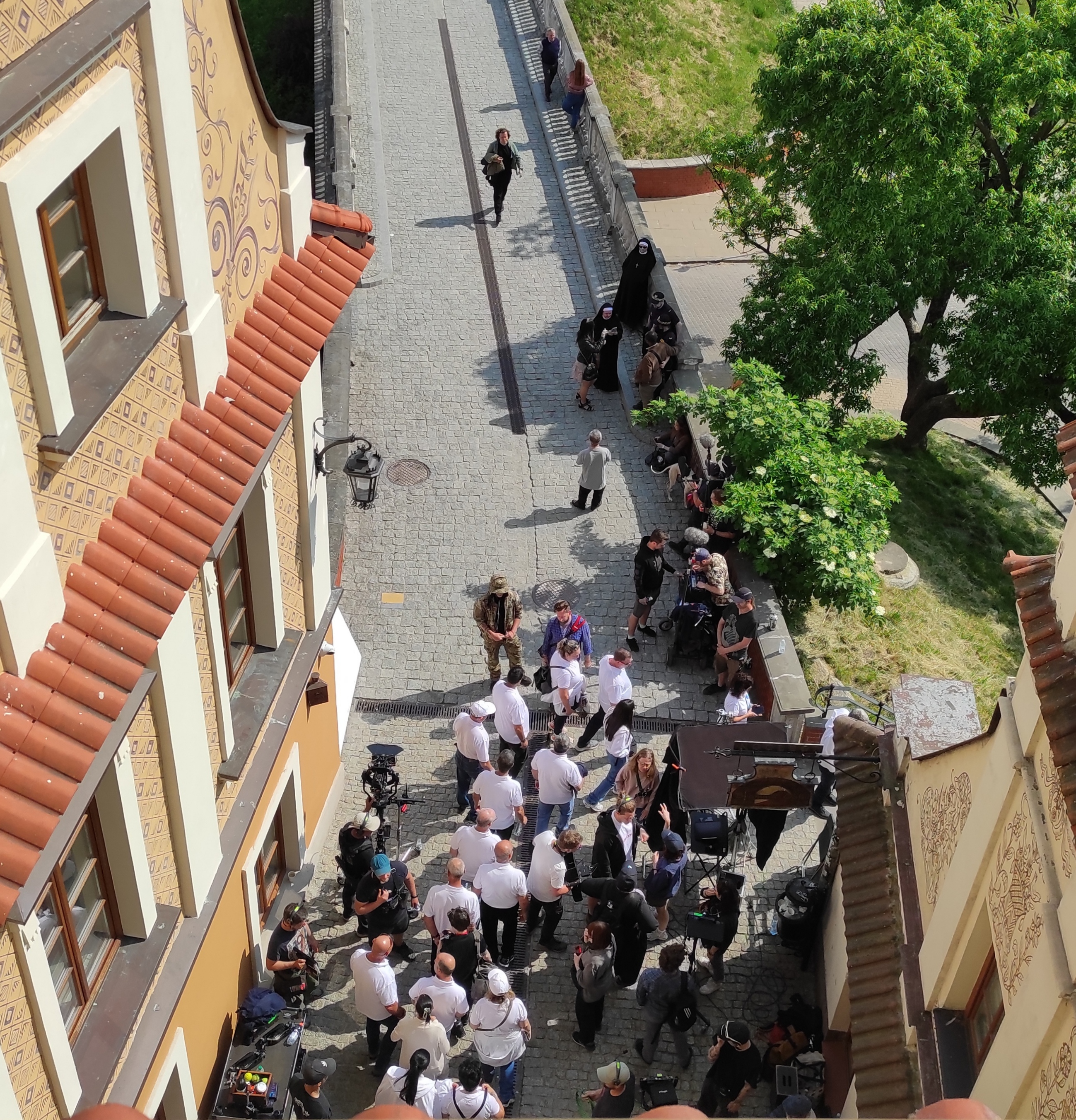
Natáčení v Lublinu

Natáčení probíhalo v New Yorku a na různých místech po celém Polsku od května do června 2023. Protože Eisenberg začal scénář psát během pandemie covidu-19, využíval funkci Google Street View na Google Maps a fotografie, které pořídil při cestě do Polska se svou manželkou v roce 2008, aby si vytipoval lokace a absolvoval podobnou trasu, jakou podnikají postavy ve filmu. Kameraman filmu Michał Dymek pochází z Varšavy a byl vychován s historickým povědomím o událostech, které se v jeho zemi odehrály. Jeho hluboká znalost rodného města pomohla Eisenbergovi natočit montáže, které zdůrazňují krásu Polska:
Dymekovou hlavní uměleckou myšlenkou bylo pracovat s perspektivou, jelikož se ve filmu objevují postavy, které vnímají samy sebe rozdílně. Chtěl jejich pohledy propojit použitím standardních objektivů spolu s delšími ohnisky, které zplošťují perspektivu, aby si „pohrál s faktem, že někdy lze tentýž obraz definovat odlišně podle volby ohniskové vzdálenosti“.

## Hudba

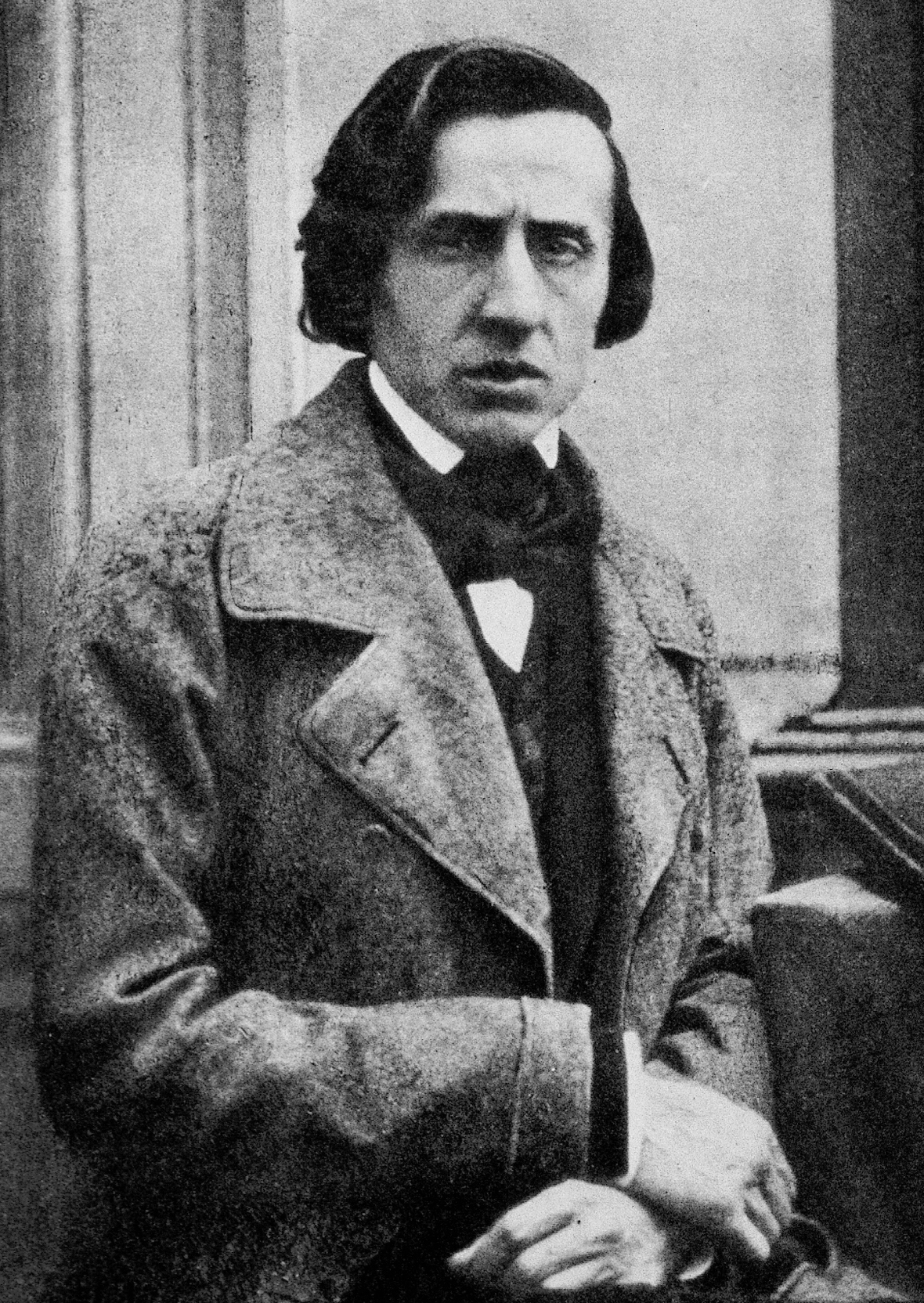
Fryderyk Chopin

Hudba k filmu Opravdová bolest je téměř výhradně složena z klavírních skladeb polského virtuosa Frédérica Chopina a provedena izraelsko-kanadským klasickým pianistou Tzvim Erezem. Mezi uvedené skladby patří Chopinovy balady, etudy, nokturna, preludia a valčíky.

## Kritické ohlasy
Při své premiéře na filmovém festivalu Sundance získal snímek nadšené recenze. Christian Blauvelt, digitální ředitel IndieWire, oslovil 166 novinářů, kteří se festivalu zúčastnili, aby zjistil, které soutěžní filmy považují za nejlepší. Opravdová bolest dominovala ve všech kategoriích, pro které byl způsobilý, a to v míře, jaká nebyla zaznamenána téměř šest let.
David Rooney z The Hollywood Reporter popsal film jako „vtipný, srdečný a dojemný ve stejném poměru“. Ocenil Eisenbergův „neomylný“ úsudek a jeho velký talent pro „vyvažování sarkastického vtipu s pronikavou vážností v emocionálně bohatém filmu, kde žádný cit není nezasloužený“. Owen Gleiberman pro Variety přivítal Eisenberga do „posvátné společnosti“ herců, z nichž se stali filmaři od přírody, jako jsou Greta Gerwig, Ben Affleck nebo Bradley Cooper. Pro Eda Pottona z The Sunday Times byl příběh „dokonale vyvážený mezi temnotou a vřelostí, dojemností a neuctivostí“. Bill Goodykoontz ve své recenzi pro The Arizona Republic napsal, že Eisenberg dokázal „kouzelnický trik“, když natočil film s „pozadím bolesti a zoufalství, osobního i existenciálního, který je zároveň vtipný, okouzlující a téměř povznášející“. V každoroční kritické anketě IndieWire, v níž hlasovalo 177 kritiků a novinářů z celého světa, se Eisenbergovo dílo umístilo na druhém místě v kategorii Nejlepší scénář – hned za scénářem Seana Bakera k filmu Anora.
Culkinův výkon byl široce oslavován. Ty Burr pro The Washington Post napsal, že „balancuje mezi otravností a okouzlením; je to výkon osvobozující a zároveň prodchnutý hlubším, těžko vyjádřitelným smutkem.“ Manohla Dargis pro The New York Times zařadila Opravdovou bolest na třetí místo svého žebříčku nejlepších filmů roku 2024. Filmoví publicisté z Collider, The Hollywood Reporter, Rolling Stone, Time, Vulture a TheWrap označili Culkinův výkon za jeden z nejlepších v roce.

## Význam
V březnu 2025 bylo Jessemu Eisenbergovi uděleno polské občanství prezidentem Andrzejem Dudou. Eisenberg označil udělení občanství za „čest na celý život“.